# Бенч Ольга Григорівна
Бенч Ольга Григорівна (нар. 14 березня 1955, Гутисько, Бережанський район Тернопільської області) — диригентка, музикознавиця, кандидатка мистецтвознавства (1990), доцентка, професорка, Заслужена діячка мистецтв України (1998), Народна артистка України (2010), заступниця міністра культури і туризму України (2005—2010), Генеральна консулка України в Пряшеві (Словаччина) (2010—2015).

## Біографія
Народилась 14 березня 1955 року у селі Гутисько Тернопільської області. Отримала середню та музичну освіти у школах Трускавця. З 1972 по 1976 навчалася у Дрогобицькому державному музичному училищі. У 1976—1981 навчалась у Львівській національній музичній академії імені М. В. Лисенка, потім з 1984 по 1987 роки в асистентурі-стажуванні та аспірантурі у Національній музичній академії України імені П. І. Чайковського. Стажувалася в Національній опері України. Паралельно, у 1981—1984 роках, була викладачкою кафедри оркестрового диригування Харківського державного інституту культури, 1990 року отримала вчене звання кандидатка мистецтвознавства.
1991 року заснувала та очолила камерний хор «Український спів», який озвучив фільми «Густиня», «Подорож у втрачене минуле» (про музично-культурні традиції Сіверщини), а також успішно виступив у місячнику європейської культури в Кракові –у культурно-громадській акції «Збережемо українські церкви у Польщі» (1992), урядовому концерті на І та ІІ Всесвітніх форумах українців (1992; 1997).
У 1987—2005 роках була доценткою і професоркою Київської державної консерваторії імені П. І. Чайковського. Потім у 2005—2010 роках заступницею Міністра культури і туризму України. З 2010 по 2015 роки була Генеральною консулкою України в Пряшеві (Словаччина).
З 2014 року працює гарантом педагогічного і мистецького напрямів в Католицькому університеті в Ружемберку (Словаччина). У 2018 році була обрана ректоркою Київської академії мистецтв.
У 2018 році увійшла до енциклопедії «Britishpedia» за розвиток українсько-словацьких зв'язків у розділі «Видатні особи Чехії та Словаччини».
Є авторкою понад 100 публікацій, серед яких монографія та навчальний посібник:
- Павло Муравський. Феномен одного життя. — К. : Дніпро, 2002. — 663 с. — ISBN 966-578-108-1.
- Український хоровий спів. Актуалізація звичаєвої традиції: навч. посібник для студ. вищих навч. закл. — К. : Редакція журналу «Український Світ», 2002. — 440 с. — ISBN 966-7586-05-7.

## Нагороди
- Почесна Грамота Кабінету Міністрів України (1999)[7];
- Орден Святого Миколи Чудотворця ІІІ ступеня (2005);
- Почесна відзнака Міністерства культури і туризму України «За досягнення в розвитку культури і мистецтв» (2006);
- Почесна Грамота Київського міського голови «За вагомий особистий внесок у розвиток культури та високий професіоналізм» (2006);
- Орден Королеви Анни Ярославни (2008);
- Лауреатка премії ім. М. В. Лисенка за наукову діяльність (2008);
- Лауреатка премії Національної всеукраїнської музичної спілки (2008);
- Лауреатка Всеукраїнської премії «Жінка ІІІ тисячоліття» в номінації «Рейтинг» (2010);
- Грамота МЗС України (2013);
- Премія «Гордість Трускавця-2017», номінація «Амбасадор Трускавця-2017» (2017);
- Медаль «За жертовність і любов до України» з нагоди державної пам'ятної дати Дня Хрещення Київської Русі-України (2019).